# Шанхай Шэньсинь
«Шанхай Шэньсинь» (кит. 上海申鑫足球俱乐部) — бывший китайский футбольный клуб, выступавший в Первой лиге Китая в сезоне 2019 года. Представлял район Чжабэй, город Шанхай). Домашним стадионом команды являлся Футбольный стадион Цзиньшань вместимостью 30,000 человек. Держателем большинства акций команды выступала Корпорация Хэнъюань. 

## История создания
Первоначально клуб был создан в 2003 году и носил название «ФК Шанхай Хэнъюань», однако затем НОАК начала избавляться от спортивных сооружений и подразделений, в том числе команды «Футбольный клуб Баи». «Шанхай Хэнъюань» заинтересовался приобретением футбольного клуба, а также его места в высшей лиге китайского чемпионата. Однако обнаружилось, что большая часть команды уже продана и «Шанхай Хэнъюань» сосредоточился на покупке молодёжной команды. 2 апреля 2004 года новая команда ФК «Наньчан Баи Хэнъюань» была составлена из игроков, которые ранее выступали за «Шанхай Хэнъюань» и молодёжи U-19, игравшей за клуб Баи. Клуб постепенно выстраивал работу и шёл в высший дивизион. После того, как команда заняла призовое место во втором дивизионе в сезоне 2009 года, она получила право выступать в Суперлиге. Летом 2010 года название клуба было изменено на «Наньчан Хэнъюань», так как владелец названия «Баи» НОАК запретил его использование с 2009 года. После восьми лет в Наньчане менеджмент клуба решил вернуть команду в Шанхай и переименовать в «Шанхай Шэньсинь».
Из-за финансовых трудностей, возникших у компании-спонсора клуб принял решение о массовой распродаже игроков основного состава, за чем последовало последнее, 16-е место в первой лиге и понижение статуса. В итоге, финансовые трудности не позволили клубу выступить даже в третьем дивизионе, в итоге по решению Китайской футбольной ассоциации 3 февраля 2020 года команда официально прекратила своё существование. 

## Дерби
Так как команда была расположена в Шанхае, местным дерби считались матчи с «Шанхай Шэньхуа» и «Шанхай СИПГ». Первый матч топового уровня против этих команд прошёл 12 мая 2012 года против «Шанхай Шэньхуа», в котором была зарегистрирована нулевая ничья. Матчи против «Шанхай СИПГ» также имеют свою историю. Так, игроки Цзян Чжипэн и Ван Цзяюй выступали за оба клуба. Первое дерби состоялось 2 июня 2013 года, а победу с разгромным счётом 6–1 одержал «Шанхай СИПГ».

## Достижения
Результаты за все годы выступления
| Сезон    | 2003 | 2004 | 2005 | 2006 | 2007 | 2008 | 2009 | 2010 | 2011 | 2012 | 2013 | 2014 | 2015 | 2016 | 2017 | 2018 |
| -------- | ---- | ---- | ---- | ---- | ---- | ---- | ---- | ---- | ---- | ---- | ---- | ---- | ---- | ---- | ---- | ---- |
| Дивизион | 3    | 3    | 3    | 2    | 2    | 2    | 2    | 1    | 1    | 1    | 1    | 1    | 1    | 2    | 2    | 2    |
| Место    | 51   | 5    | 1    | 11   | 5    | 3    | 2    | 13   | 14   | 15   | 7    | 11   | 16   | 10   | 7    | 11   |

- ↑ : на групповой стадии

### Эмблемы клуба

Логотип ФК Шанхай Хэнъюань (2003)
Логотип ФК Наньчан Хэнъюань (2004—2012)
Логотип ФК Шанхай Шэньсинь (2013—2020)

## Тренерский штаб
| Позиция в клубе         | Персонал           |
| ----------------------- | ------------------ |
| Главный тренер          | Чжу Цзюн           |
| Тренер вратарей         | Ли Вэй             |
| Тренер по физподготовке |                    |
| Физиотерапевт           | Чэнь Бинь Шэнь Мин |

## Интересные факты
Гимном клуба является песня «It’s time»